# Catocala tela
Catocala tela är en fjärilsart som beskrevs av Embrik Strand 1914. Catocala tela ingår i släktet Catocala, och familjen nattflyn. Inga underarter finns listade.